# Prise de vues réelles

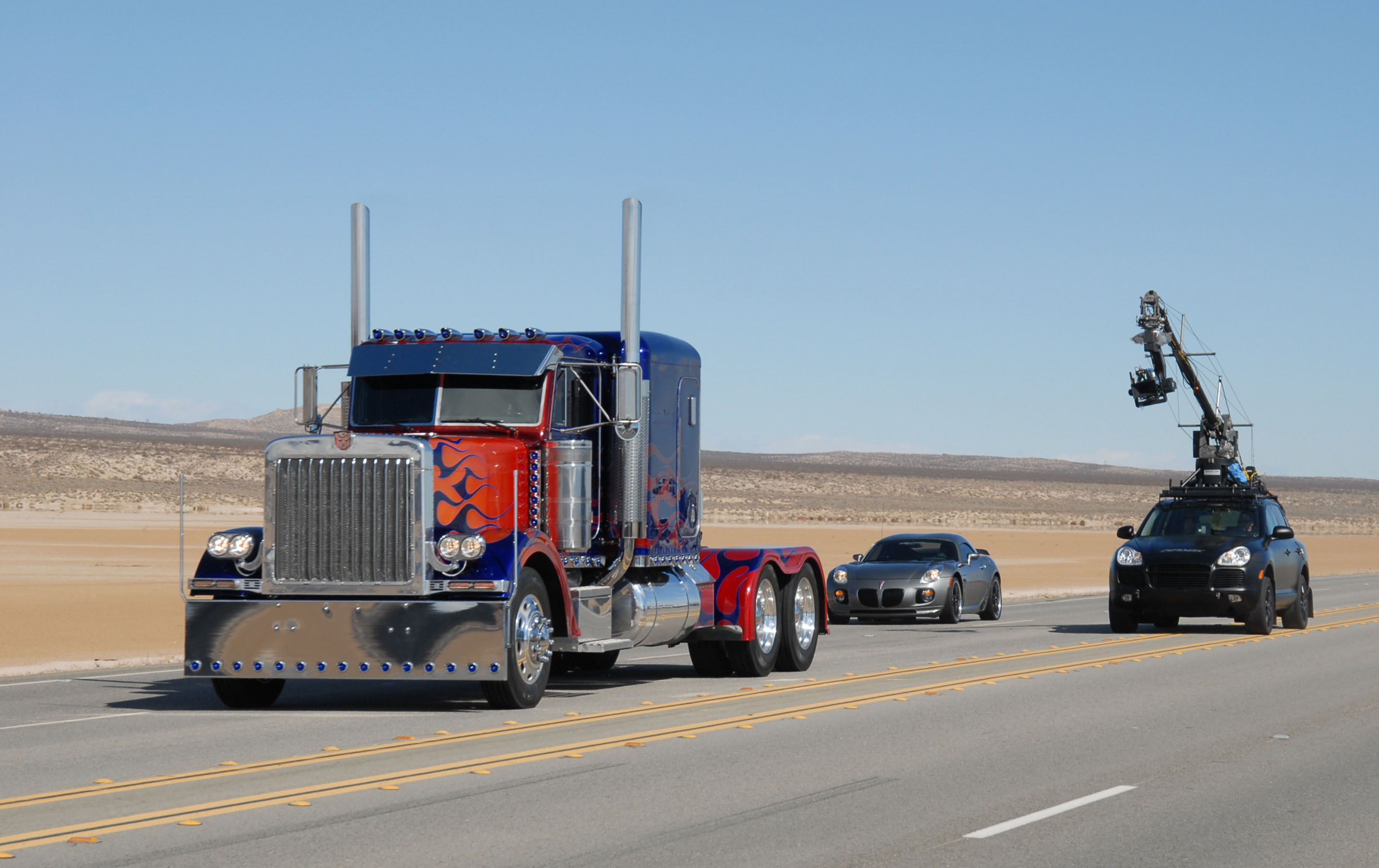
Tournage en prise de vues réelles d'une scène du film Transformers qui utilise abondamment le mélange animation-prise de vues réelles.

La prise de vues réelles (parfois désignée par l'anglicisme live action) est la technique fondamentale de la prise de vues cinématographique. Elle utilise une caméra argentique ou une caméra numérique, qui enregistre en temps réel l'image en mouvement d'un sujet qui se trouve lui aussi réellement en mouvement. Certains films d'animation par ordinateur ayant un style réaliste sont parfois décrits de façon erronée comme des prises de vues réelles. C'est notamment le cas de remakes Disney comme Le Roi lion.
L'expression « prise de vues réelles » date de 1942[réf. souhaitée], et est liée à l'utilisation courante des effets spéciaux numériques à l'occasion desquels elle est employée pour différencier le tournage classique du tournage dit d'animation de plus en plus sollicité pour un grand nombre de trucages. L'animation, elle, consiste à utiliser une caméra (ou tout autre procédé de capture, tel qu'un appareil photo ou un ordinateur) pour enregistrer une série de photogrammes, l'un après l'autre, selon le processus de l'image par image afin de reconstituer le mouvement illusoire d'un sujet qui, dans la réalité, est immobile devant la caméra (dessin, maquette, poupées, objets divers). Les deux procédés peuvent être mêlés au sein de la même image, comme dans le célèbre film de Walt Disney (réalisé par Robert Stevenson) avec Julie Andrews dans le rôle-titre : Mary Poppins, où les acteurs réels dansent et jouent avec des personnages de dessin animé dans un monde fantastique parallèle.

## Description
La prise de vues réelles consiste en une série de photogrammes enregistrés à des intervalles plus ou moins courts (cadence normale : 24 ou 25 photogrammes par seconde ; ralenti : 64, 128 et plus – jusqu'à plusieurs millions d'images par seconde ; accéléré : 12 ou 8 images par seconde, ou par exemple une image par minute ou par heure, sans limite).
La prise de vues réelles a représenté la difficulté majeure de l'invention du cinéma en 1891 par Thomas Edison et son assistant William Kennedy Laurie Dickson. « Kinétographe (en grec, écriture du mouvement) : caméra de l’Américain Thomas Edison, brevetée le 24 août 1891, employant du film perforé 35 mm et un système d’avance intermittente de la pellicule par « roue à rochet ». Entre 1891 et 1895, Edison réalise quelque soixante-dix films ». Viendront ensuite les perfectionnements apportés par les frères Lumière, notamment dans la reproduction en projection des mouvements ainsi enregistrés.
Dans les deux techniques, l'illusion de l'image en mouvement se produit chez le spectateur grâce à plusieurs phénomènes : l'un, passif, qui est la persistance rétinienne mise en évidence par le Belge Joseph Plateau, mais aussi par un phénomène de perception active, mis en évidence par l'Allemand Max Wertheimer, que l'on appelle « l'effet bêta » (confondu encore aujourd'hui avec l'effet phi, autre phénomène mis en lumière également par Wertheimer), un phénomène d'interprétation de la vision par le cerveau, qui explique notre perception des images animées en mouvement. C'est la capacité du cerveau à identifier deux lumières clignotantes, éloignées l'une de l'autre, comme étant un seul objet lumineux qu'il croit voir se déplacer.

« Un bon exemple est donné par les flèches géantes lumineuses fixes décalées l’une derrière l’autre, en cascade, qui signalent sur les autoroutes un resserrement de la circulation ou une déviation, et qui s’allument et s’éteignent les unes après les autres, donnant l’illusion d’une flèche unique qui se déplacerait dans le sens indiqué. »

Les films d'animation s'inspirent parfois de films en prise de vues réelles. C'est le cas par exemple de Persepolis, dans lequel plusieurs séquences s’inspirent du cinéma expressionniste allemand.

## Mélange de prises de vues réelles et de prises de vues image par image

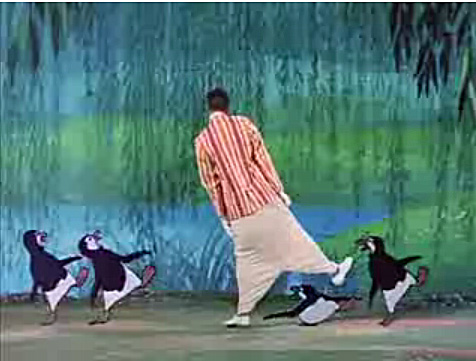
Dick Van Dyke (Bert) danse « avec » les manchots du jardin enchanté dans le film Mary Poppins (1964), où se mêlent prises de vues réelles et dessins animés.

En 1942, Walt Disney Studios présente le film Saludos Amigos, premier long-métrage mêlant le dessin animé et la prise de vues réelles dans une même image. C'est ainsi que le personnage dessiné de Donald Duck se dandine sur une rumba en compagnie de trois afro-cubaines filmées en prise de vues réelles. Cette technique avait déjà été expérimentée par Walt Disney au début de sa carrière en 1923 dans la série Alice Comedies ou Alice, personnage en prises de vues réelles, était intégré dans un univers animé.
Certains films mêlent prise de vues réelles et animation en volume, comme Jason et les Argonautes de Ray Harryhausen. Dans ce cas, le mélange des deux techniques se fait en postproduction par la technique du cache/contre-cache, c'est-à-dire la création en laboratoire d'une réserve photographique sur l'une des prises de vues, que l'on utilise pour introduire la seconde prise de vues. Ces techniques sont remplacées d'abord dans l'audiovisuel avec l'arrivée de la vidéo analogique, par des incrustations utilisant des fonds bleus. L'avènement de la postproduction numérique permet ensuite le mélange par couches successives de prises de vues réelles et de prises de vues d'animation, par la technique du compositing.
Des années 1960 à 1990, les studios Disney réalisent des longs métrages mêlant prises de vues réelles et dessins animés, qui vont être autant de succès publics : Danny, le petit mouton noir, Mary Poppins, L'Apprentie sorcière, Peter et Elliott le dragon, Qui veut la peau de Roger Rabbit ? ainsi qu'un film mêlant la prise de vues réelles et la synthèse d'image 3D, Tron. Le long-métrage Starfighter de Nick Castle utilise également le mélange d'images de synthèse 3D.
Les techniques vidéos (utilisant les trois composantes rouge, verte et bleue), toujours très utilisées aujourd'hui, permettent d'utiliser le fond bleu (ou plus souvent vert aujourd'hui), afin d'incruster des personnages et objets filmés en prises de vues réelles avec des décors artificiels et d'autres objets animés, qu'il s'agisse de modèles réduits, de dessins, de photographies, d'autres prises de vues réelles ou bien d'images numériques, comme des décors en matte painting.
Il devient nécessaire de multiplier les informations récupérées par les instruments de prise de vues et de prise de son, afin de bénéficier pleinement des apports des nouvelles technologies. Il peut s'agir par exemple de l'enregistrement d'un mouvement de caméra dans la réalité, afin de le coupler à un mouvement de caméra virtuel, grâce au procédé du contrôle du mouvement (motion control).

## Film live ou série live

### Terminologie
« Film live », ou « série live », sont de faux anglicismes utilisés pour désigner une œuvre audiovisuelle qui est la transposition en prises de vue réelles d'une œuvre graphique originale dont les personnages, en général, sont représentés au moyen de dessins (notamment la bande dessinée, le manga, le dessin animé ou encore l'animation par ordinateur, le jeu vidéo, etc.). Il s'agit de faux anglicismes car les termes proprement anglais sont live-action film et live-action series. Par exemple, l'archétype du film live-action peut être représenté par les adaptations cinématographiques inspirées des jeux vidéos de la série Tomb Raider, où Lara Croft, personnage fictif dessiné en 3D dans le jeu, est incarnée à l'écran par Angelina Jolie (en 2001 : Lara Croft: Tomb Raider, et en 2003 : Lara Croft : Tomb Raider, le berceau de la vie), puis par Alicia Vikander (en 2018 pour le reboot (ou redémarrage) de la série : Tomb Raider).
Plus largement, dans les pays anglophones, on emploie[style à revoir] les termes « live » ou « live-action » pour différencier tout film qui n'utilise pas la technique de l'animation. Ainsi, les Oscars font la distinction entre l'« Academy Award for Animated Short Film » (Oscar du meilleur court métrage d'animation) et l'« Academy Award for Live Action Short Film » (Oscar du meilleur court métrage en prises de vues réelles).

### Mise en perspectives et caractéristiques

#### Comparaison inverse, et va-et-vient imaginaire/réel

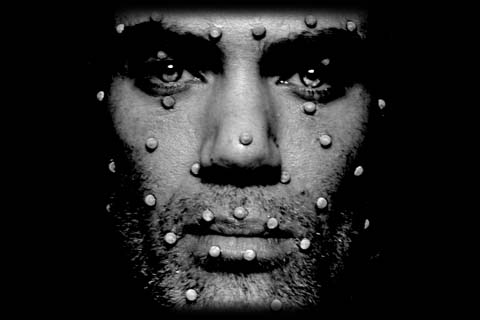
Visage d'un acteur "orné" de marqueurs de captage pour une séance de capture optique d'expressions faciales, ou capture de jeu.

D'une certaine manière, sur le plan du principe et non du procédé, le film live ou en live-action est un peu l'inverse des techniques de rotoscopie, et, plus récemment, de capture de mouvement (motion capture en anglais), ou encore de face tracking  (« capture d'expressions faciales ») et de performance capture  (« capture de jeu ») [voir la section « Facial motion capture et capture de jeu  » de l'article sur la capture de mouvement].
En effet, dans le film live il s'agit de s'inspirer de dessins (animés le plus souvent) pour réaliser un film avec les mêmes personnages joués par des acteurs en chair et en os. Alors que dans l'ancienne technique de la rotoscopie, il s'agit de filmer un acteur en prise de vues réelles, puis de relever image par image ses contours et expressions pour en transposer finement les mouvements sous forme de dessins à animer ; c'est par exemple ce procédé qui a donné le réalisme extraordinaire à l'époque des mouvements et des émotions des personnages du premier grand dessin animé des studios Disney : Blanche-Neige et les Sept Nains (en 1937). Les techniques de capture de mouvement et de capture de jeu consistent, quant à elles, à utiliser les formes, mouvements et expressions d'acteurs, enregistrés à l'aide de marqueurs de traçage disposés sur leur corps et leur visage, pour les traiter numériquement puis les transposer sous forme de dessins ou d'images 3D ; un exemple historiquement marquant de ces procédés a été le film de James Cameron Avatar en 2009.
Ce qui permet de rapprocher — fût-ce par opposition — ces techniques du genre film live, c'est le jeu sur la frontière (ou le va-et-vient) entre réel et imaginaire, et le « trouble » ainsi que l'élargissement des perspectives de création qui en résultent : d'un côté on a des techniques permettant des effets de réel saisissants qui rendent plus crédible et fascinant l'univers imaginaire créé dans les films d'animation. De l'autre côté pour les films en live-action, il se produit à l'inverse un effet de déréalité et presque de dissonance cognitive, occasionné par la référence à un personnage imaginaire et déjà stéréotypé dans l'imagination de ses connaisseurs[réf. souhaitée] ; cet effet engendre un défi particulier pour l'acteur qui est censé « ressembler » à cet objet inanimé — quoique mobile — dont l'image est schématisée par les techniques de dessin et de reproduction employées pour le créer une première fois, tout en l'incarnant, c'est-à-dire en lui conférant un caractère personnel propre à un être humain réel unique.

#### Adaptation cinématographique
La même difficulté d'« incarnation » existe d'ailleurs dans le cas des adaptations cinématographiques de romans très connus : à savoir cette même tension entre les références imaginaires construites sur la fiction et la réalité de l'acteur, entre la vision de l'écrivain comme l'ont interprétée et comprise ses lecteurs et la vision qu'en répercute le metteur en scène, ainsi que cette double contrainte entre ressemblance et différence, ce risque contradictoire entre dissonance et platitude de la copie.
Mais il semble que l'imaginaire langagier et littéraire soit moins prégnant et moins collectif ou partagé que celui qui est induit par le dessin, si bien que la liberté de création et d'interprétation pour le metteur en scène et l'acteur y paraît plus grande que pour les films en live-action[réf. souhaitée]. En revanche le risque d'un sentiment de "trahison" des représentations imaginaires préalables individuellement construites par les lecteurs du roman « modèle » original, en l'absence de référence commune plus objectivable, y est donc plus grand, dans la proportion même de cette plus grande liberté d'adaptation, que pour les films en live-action.

## Films d'animation

### Par les Studios Disney

#### Avant 2010
- 1942 : Saludos Amigos de Norman Ferguson, assisté de Wilfred Jackson, Jack Kinney, Hamilton Luske et Bill Roberts (prises de vues réelles).
- 1944 : Les Trois Caballeros de Norman Ferguson, assisté de Jack Kinney, Clyde Geronimi et Bill Roberts (séquences d'animation) et Harold Young (prises de vues réelles).
- 1948 : Mélodie Cocktail de Clyde Geronimi, Wilfred Jackson, Jack Kinney et Hamilton Luske (séquences d'animation).
- 1948 : Danny, le petit mouton noir de Harold D. Schuster et Hamilton Luske.
- 1964 : Mary Poppins de Robert Stevenson (film en prises de vues réelles).
- 1971 : L'Apprentie sorcière de Robert Stevenson (film en prises de vues réelles).
- 1977 : Peter et Elliott le dragon de Don Chaffey (film en prises de vues réelles).
- 1982 : Tron de Steven Lisberger.
- 1984 : Starfighter de Nick Castle.
- 1988 : Qui veut la peau de Roger Rabbit ? de Robert Zemeckis.

#### Depuis 2010
Les Studios Walt Disney réalisent des films en prises de vues réelles depuis les années 2010, même si certaines expériences ont eu lieu bien avant dans cette entreprise.
- 2010 : Alice au pays des merveilles de Tim Burton (reprise en prises de vues réelles du film d'animation homonyme).
- 2011 : Pirates des Caraïbes : La Fontaine de Jouvence de Rob Marshall (adaptation cinématographique en prises de vues réelles de l'attraction éponyme)
- 2012 : Maléfique de Robert Stromberg (reprise en prises de vues réelles, adaptée du film d'animation La Belle au bois dormant).
- 2013 : Le Monde fantastique d'Oz de Sam Raimi (reprise en prises de vues réelles adaptée du film musical homonyme).
- 2015 : Cendrillon de Kenneth Branagh (reprise en prises de vues réelles, adaptée du film d'animation homonyme).
- 2015 : Into the Woods : Promenons-nous dans les Bois de Rob Marshall (adaptation en prises de vues réelles des Classiques d'animation Disney et de la comédie musicale éponyme)
- 2016 : Le Livre de la Jungle de Jon Favreau (reprise en prises de vues réelles, adaptée du film d'animation homonyme)
- 2016 : Alice de l'autre côté du miroir de James Bobin (suite du film Alice au pays des merveilles de Tim Burton)
- 2016 : Peter et Elliott le Dragon de David Lowery (reprise en prises de vues réelles, adaptée du film d'animation homonyme)
- 2017 : Pirates des Caraïbes : La Vengeance de Salazar de Joachim Rønning et Espen Sandberg (adaptation cinématographique en prises de vues réelles de l'attraction éponyme)
- 2017 : La Belle et la Bête de Bill Condon (reprise en prises de vues réelles, adaptée du film d'animation homonyme)
- 2018 : Jean-Christophe et Winnie de Marc Forster (adaptation en prises de vues réelles de la franchise Winnie l'ourson)
- 2018 : Casse-Noisette et les Quatre Royaumes de Lasse Hallström et Joe Johnston (adaptation en prises de vues réelles du conte allemand Casse-Noisette et le Roi des souris et du ballet Casse-Noisette)
- 2018 : Le Retour de Mary Poppins de Rob Marshall (suite du film Mary Poppins de Robert Stevenson)
- 2019 : The Mandalorian de Jon Favreau (série télévisée se déroulant 5 ans après Star Wars, épisode VI : Le Retour du Jedi et 25 ans avant Star Wars, épisode VII : Le Réveil de la Force)
- 2019 : Dumbo de Tim Burton (reprise en prises de vues réelles, adaptée du film d'animation homonyme)
- 2019 : Aladdin de Guy Ritchie (reprise en prises de vues réelles, adaptée du film d'animation homonyme)
- 2019 : Maléfique : Le Pouvoir du mal de Joachim Rønning (suite du film Maléfique de Robert Stromberg)
- 2019 : La Belle et le Clochard de Charlie Bean (reprise en prises de vues réelles, adaptée du film d'animation homonyme)
- 2020 : Mulan de Niki Caro (reprise en prises de vues réelles, adaptée du film d'animation homonyme)
- 2021 : Cruella de Craig Gillespie (préquel du film Les 101 Dalmatiens de Stephen Herek)
- 2021 : Le Livre de Boba Fett (spin-off de la série The Mandalorian)
- 2022 : Pinocchio de Robert Zemeckis (reprise en prises de vues réelles du film homonyme)
- 2022 : Hercule de Dave Callaham (reprise en prises de vues réelles du film homonyme)
- 2023 : La Petite Sirène de Rob Marshall (reprise en prises de vues réelles du film homonyme)

### Séries
- 2020 : Destin : La Saga Winx (reprise de vues réelles avec une idée plus sombre de la série éponyme)
- 2023 : One Piece (reprise de vues réelles inspirées du manga homonyme)